# Dalga Arena
Dalga Arena (azéri : Dalğa Arena) est un stade multifonction situé à Mardakan dans la colonie  de Bakou, Azerbaïdjan. Il est actuellement utilisé principalement pour les matchs de football. Le stade accueille 6 500 personnes et a été inauguré par Sepp Blatter et Michel Platini le 6 juin 2011,.
Le stade était l'un des sites de la Coupe du monde féminine de football des moins de 17 ans 2012.
Dalga Arena a déjà accueilli deux matchs de l'Azerbaïdjan contre la Macédoine en amical et l'Autriche en Éliminatoires du Championnat d'Europe de football 2012.